# 탄알

현대 탄약은 5개의 구성 요소를 가지고 있다.
1. 탄알, 발사체 역할을 한다.
2. 탄피, 모든 구성 요소를 감싸고 있다.
3. 장약, 추진체 역할을 하는 화약이나 코르다이트
4. 테두리(rim), 탄약의 바닥에 있다.
5. 뇌관, 장약을 점화시킨다.

탄알(彈-, 영어: bullet) 혹은 알탄(-彈), 탄자(彈子), 탄환(彈丸)은 총이나 대포 등 화기에서 발사되는 단단한 발사체이다. 보통은 주로 금속으로 만들어진다. 총알의 속도는 약300m/s이다. 총에서 쏜 것은 총알(銃-), 총탄(銃彈), 총환(銃丸)으로 부르며, 대포에서 쏜 것은 대포알(大砲-), 포알(砲-), 포탄(砲彈)으로 부른다.

## 역사
과거 남북 전쟁이 발발하기 전까지만 해도 당시 대부분의 나라들이 사용하던 탄알들은 초기에는 전부 동그라미 모양의 납탄이였다. 하지만 총기의 제작기술이 점차 발달하면서 지금과도 같은 모양의 총알이 탄생했고, 2020년 현재에는 5.56 × 45 mm NATO, 12.7 × 99 mm NATO, 7.62 × 51 mm NATO와 같이 비교적 기다란 탄약을 사용한다.

## 설계

### 뇌관
공이가 뇌관을 칠시에 화약을 연소해준다.

### 탄피
화약을 담는다. 옛날의 경우 종이에 담았으나, 지금은 금속에 담는다.

### 화약
발사체 역할을 안한다.

### 탄환
탄피에서 발사되어 살상한다.

## 같이 보기
- 탄창
- 탄피
- 탄환 핸드로딩(영어판)
- 주조 탄환(영어판)